# Oncocnemis viriditincta
Oncocnemis viriditincta är en fjärilsart som beskrevs av Smith 1894. Oncocnemis viriditincta ingår i släktet Oncocnemis och familjen nattflyn. Inga underarter finns listade i Catalogue of Life.